# 12910 Делісо
12910 Делісо (12910 Deliso) — астероїд головного поясу, відкритий 17 вересня 1998 року.
Тіссеранів параметр щодо Юпітера — 3,408.